# Vagyóc
Vagyóc (szlovákul Vaďovce) község Szlovákiában, a Trencséni kerületben, a Vágújhelyi járásban.

## Fekvése
Óturától 6 km-re délkeletre található.

## Története
A települést 1419-ben "Vagyouch" alakban említik először. B. Varsík professzor a Miavát és a Miavai-dombság településeit feldolgozó művében a község első említését Luxemburgi Zsigmond 1392. március 7-én kelt oklevelében vélte fellelni. Ebben a király a csejtei uradalmat hívének, Stíbornak adja és az uradalom falvainak felsorolásában megemlít egy "Wath" nevű települést is. A falut 1436-ban "Wadowych" néven említik, a 16. században "Wadocz", később  "Vagyocz", "Wagyowetz", "Vagyovcze" alakban szerepel a korabeli forrásokban. A csejtei váruradalomhoz tartozott. Templomát 1424-ben kezdték építeni. 1579 és 1660 között, majd 1705-től 1710-ig evangélikus templomként működött.
A 16. és 17. században délről, a török elől menekülő horvátok érkeztek a faluba. 1715-ben 3 malom, 30 jobbágy, 8 zsellér, valamint 8 szabad háztartás volt a településen. 1753-ban 160 család élt itt. 1779-ben nagy tűzvész pusztított a községben, mely után újjá kellett építeni. 1787-ben 114 házában 857 lakos élt. 1828-ban 150 házát és 1050-en lakták. Lakói mezőgazdasággal, állattartással, fuvarozással, szövéssel és más kézműves munkákkal foglalkoztak. 1876-ban a Breuner család szerzett itt birtokot.
Vályi András szerint " VAGYÓCZ. Tót falu Nyitra Várm. földes Urai Gr. Erdődy, és több Uraságok, lakosai katolikusok, fekszik É. Újvárhoz 1 mértföldnyire; határja ollyan, mint Kosztolnáé."
Fényes Elek szerint " Vagyócz, Nyitra vm. tót falu, Vágh-Ujhelyhez 1 mfd, hegyek között. Számlál 218 kath., 845 evang., 50 zsidó lak. Kath. paroch. templom; nagy erdő; jó baromtartás; sok irtás. F. u. a csejthei uradalom. Ut. postája Galgócz."
Nyitra vármegye monográfiája szerint "Vagyócz a Nedzó-hegység alatt, Vág-Ujhely közelében, Kosztolna mellett. Tót község 1089, túlnyomó számban ág. ev. és kevesebb r. kath. lakossal. Postája és távírója Ó-Tura, vasúti állomása Vág-Ujhely. Daczára a katholikusok kisebb számának, mégis csak e hitfelekezetnek van itt temploma, mely 1414-ben épült. 1876-ban az egész helység leégett. A lakosok nagy része takácsmesterséggel foglalkozik. Földesurai a Platthyak és a Csákyak voltak. A község már egy 1414-iki oklevélben szerepel, de néhány évtizeddel később „Wadowich” néven említik."
A trianoni békeszerződésig Nyitra vármegye Miavai járásához tartozott.

## Népessége
| Év:            | 1994. | 2004.   | 2014.    | 2024.   |
| -------------- | ----- | ------- | -------- | ------- |
| Emberek száma: | 687   | 686     | 758      | 743     |
| Eltérés:       |       | -0,14 % | +10,49 % | -1,97 % |

| Év:            | 2023. | 2024.   |
| -------------- | ----- | ------- |
| Emberek száma: | 721   | 743     |
| Eltérés:       |       | +3,05 % |

1910-ben 1162 lakosából 1151 szlovák, 7 magyar és 4 német anyanyelvű volt.
2001-ben 672 lakosából 646 szlovák volt.
2011-ben 777 lakosából 686 szlovák, 7 cigány, 3 morva, 1-1 cseh és horvát, 2 egyéb és 77 ismeretlen nemzetiségű volt.
2021-ben 713 lakosából 678 szlovák, 2 cigány, 8 egyéb és 25 ismeretlen nemzetiségű volt.

## Nevezetességei
- Mihály arkangyal tiszteletére szentelt római katolikus temploma 1424 és 1427 között még kápolnaként épült, késő gótikus stílusban. Tornyát 1770-ben építették hozzá, 1779-ben pedig barokk stílusban építették át. Harangját 1693-ban öntötték.
- Itt éltek Petőfi Sándor ősei: a Petrech, később Petrovicz család.